# Captain Fizz Meets the Blaster-Trons
Captain Fizz Meets the Blaster-Trons est un jeu vidéo d'action développé par le studio américain Papyrus Design Group et édité par Psygnosis en 1988 sur Amiga et Atari ST. Le jeu a été adapté sur Commodore 64 et ZX Spectrum en 1989.

## Système de jeu
Captain Fizz est jeu d'action en vue de dessus à scrolling multidirectionnel jouable à deux en écran splité. Les deux joueurs sont aux commandes d'un vaisseau et doivent coopérer pour progresser dans des niveaux labyrinthiques.

## À noter
- L'illustration de la jaquette a été réalisé par Melvyn Grant.
- Une adaptation non officielle a vu le jour sur Commodore Plus/4 en 1990.